# Ташма
Ташма — река в Томской области России, левый приток Яи. Устье находится в 71 км от устья Яи по левому берегу. Длина реки составляет 38 км.
На берегах реки располагается село Турунтаево.

## Притоки
- 11 км: Осиновая (пр)
- 12 км: Берёзовая (пр)
- Малая Ташма (пр)
- Берёзовка (пр)

## Данные водного реестра
По данным государственного водного реестра России относится к Верхнеобскому бассейновому округу, водохозяйственный участок реки — Чулым от в/п с. Зырянское до устья, речной подбассейн реки — Чулым. Речной бассейн реки — (Верхняя) Обь до впадения Иртыша.
Код водного объекта — 13010400312115200021063.